# Nautilocalyx lehmannii
Nautilocalyx lehmannii är en tvåhjärtbladig växtart som beskrevs av Wiehler. Nautilocalyx lehmannii ingår i släktet Nautilocalyx och familjen Gesneriaceae. Inga underarter finns listade i Catalogue of Life.